# Totò und Marcellino
Totò und Marcellino ist eine italienische Filmkomödie von Antonio Musu aus dem Jahr 1958 mit Totò in der Hauptrolle. Die Geschichte basiert auf „Eine Gitarre im Paradies“ von Massimo Franciosa.

## Handlung
Ein kleiner Junge, Marcellino, muss miterleben, wie seine Mutter stirbt. Ein armer Straßenmusiker, von seinen Mitbürgern liebevoll „der Professor“ genannt, sieht den kleinen Marcellino dem Sarg seiner Mutter folgen und beschließt, ihn zu adoptieren, indem er sich als Onkel ausgibt. Der Professor nimmt Marcellino mit zu sich, in eine alte stillgelegte Straßenbahn. Marcellino stellt jedoch fest, dass sie beide dort zu wenig Platz haben und beschließt, seinen „Onkel“ in dem Haus aufzunehmen, das er geerbt hat. Die beiden leben glücklich bis eines Tages Alvaro, der echte Onkel von Marcellino, ein gieriger und grausamer Mann, erfährt, dass sein Neffe ein Haus von seiner Mutter geerbt hat. Er lässt das Kind bei sich einziehen und zwingt es, mit anderen Kindern auf der Straße zu betteln. Marcellino wird von der neuen „Familie“ gedemütigt und missbraucht.
Der Professor entdeckt Alvaros unwürdige Aktivitäten und um Marcellino zurückzubekommen, beschließt er, sein Leben zu ändern und ehrlich als Straßenmusiker zu arbeiten. Er wandert durch die Straßen der Stadt und spielt dort Akkordeon, Becken und Basstrommel. Er entwickelt auch einen Trick, um Alvaro zu enttarnen, der in Kürze vor hat zu heiraten, um sicher zu sein, das Haus von Marcellino zu bekommen.
Unterdessen flieht Marcellino, weil ihm weisgemacht wurde, seine Mutter sei in der Hölle gelandet und so will er eine schlimme Tat begehen, um zu ihr zu gelangen. Also beschließt Marcellino, das Haus des Professors in Brand zu setzen, riskiert dabei aber auch den eigenen Tod. Der Professor kommt gerade rechtzeitig, um ihn zu retten und erklärt, dass seine Mutter sicherlich im Himmel ist und dass Marzellino sich anständig benehmen muss, um sie zu erreichen.
Der Film endet damit, dass die beiden als Landstreicher zwar arm, aber glücklich wieder vereint zu sein, die Hütte brennen sehen, während Marcellino fröhlich die Trompete spielt, ermuntert vom wild tanzenden Professor. 

## Synchronisation
Die deutsche Synchronisation erfolgte durch die Deutsche Film AG (DEFA) in Ost-Berlin. Dialogregie führte Werner Reinhold, während Wito Eichel für das Dialogbuch verantwortlich zeichnete. Neben Norbert Christian und Gregor Gysi wirkten mit: Willi Narloch, Hans W. Hamacher, Helga Göring, Evamaria Bath, Axel Dietrich, Ulrich Brehm und Hartmut Warweitzki.
| Darsteller       | Rolle             | Deutscher Sprecher |
| ---------------- | ----------------- | ------------------ |
| Totò             | Der Professor     | Norbert Christian  |
| Pablito Calvo    | Marcellino Merini | Gregor Gysi        |
| Fanfulla         | Alvaro Merini     |                    |
| Jone Salinas     | Ardea             |                    |
| Memmo Carotenuto | Zeffirino         |                    |
| Wandisa Guida    | Schullehrerin     |                    |
| Nanda Primavera  | Rosina            |                    |

## Kritik
Der deutsche Filmdienst schrieb: „Komödie um einen Clochard, der einen Waisenjungen aufzieht. Eines Tages taucht der wirkliche Onkel des Jungen auf, womit für den kleinen Marcellino eine harte Zeit beginnt. Teils komisch, teils sentimental, weitgehend an der Oberfläche der Problematik bleibend, sympathisch durch den neapolitanischen Komödienstar Totò.“
Bei Cinema Nuovo stand am 15. Mai 1958: „Die Leinwand, auf die die unvermeidlichen Franciosa und Festa Campanile ihre Hand legten, mischt Motive von Dickens und Chaplin mit einer abgedroschenen erpressenden Sentimentalität, die auf Waisentum und Mammismus, Hölle und Paradies basiert, mit dem offensichtlichen Ziel, sich von Anfang an einen Platz in den Pfarrkreisen zu sichern.“